# ان‌جی‌سی ۵۱
ان‌جی‌سی ۵۱ (به انگلیسی: NGC 51) یک کهکشان عدسی با قدر ظاهری ۱۴٫۶ است که در صورت فلکی زن برزنجیر قرار دارد.